# Herminia asserta
Herminia asserta là một loài bướm đêm trong họ Noctuidae.